# Janet Millsová
Janet Trafton Mills (* 30. prosince 1947 Bethesda, Farmington, Maine) je americká politička, právnička a členka Demokratické strany, od ledna 2019 guvernérka Maine.
V letech 1980 až 1995 působila jako generální prokurátorka několika amerických okresů ve východním Maine. Od roku 2002 do roku 2009 působila jako členka mainské Sněmovny reprezentantů. V letech 2009 až 2011 a poté opět od roku 2013 do roku 2019 působila jako mainská generální prokurátorka. V roce 2018 byla zvolena guvernérkou státu poté, co ve volbách porazila s rozdílem téměř 8 % hlasů kandidáta Republikánské strany Shawna Moodyho. Funkci obhájila i ve volbách v roce 2022, když získala 56 % hlasů, a porazila tak Republikána a bývalého mainského guvernéra Paula LePage.
Od roku 1985 byla vdaná, její manžel zemřel v roce 2014.